# NGC 1427A
NGC 1427A es una galaxia irregular situada en la constelación de Fornax a una distancia de 62 millones de años luz de la Vía Láctea. 
Es muy similar a la Gran Nube de Magallanes y un miembro del Cúmulo de Fornax, notable por estar siendo destruida por dicho cúmulo de galaxias. La fuerza de gravedad del cúmulo la está atrayendo y haciendo caer hacia él a una velocidad de 600 kilómetros por segundo, distorsionando su forma y produciendo, junto al rozamiento con el gas caliente que llena el medio intergaláctico de Fornax, una elevada actividad de formación estelar en toda ella. Se calcula que en mil millones de años habrá sido rota por completo por el cúmulo, las estrellas que formaron parte de ella y el gas que haya quedado dispersándose por el espacio intergaláctico de éste.